# 永利澳門有限公司
永利澳門有限公司（英語：Wynn Macau, Limited，港交所：1128）是一家經營澳門博彩業的公司，為美國永利渡假村（Wynn Resorts, Limited）旗下公司，在2006年於澳門成立。
永利澳門於2009年9月24日至9月30日在香港展開公開招股，招股價每股10.08港元，發行12.5億股新股，佔擴大後已發行股本25%，集資最多126億港元。公司集資所得主要用作收購收購WM Cayman Holdings Limited II的權益，WM Cayman Holdings Limited II持有永利渡假村於澳門的業務。永利澳門於2009年10月9日於香港交易所上市。
2009年10月12日永利澳門首次公開募股超額配售權獲得行使﹐額外籌集資金18.9億港元（約合2.423億美元）。公司通過超額配售權進一步發行1.875億股股票，相當於其公開募股中新股發行總數的15%。該公司以10.08港元的價格（即IPO發行價）額外發行了上述股份。

## 旗下公司
- 永利渡假村(澳門)股份有限公司（Wynn Resorts (Macau), S.A）

## 董事會
- 麥馬度──執行董事、行政總裁
- 盛智文──非執行主席
- 高哲恒──執行董事
- 陳志玲──執行董事兼營運總監
- 蘇兆明──獨立非執行董事
- 布魯斯•樂裕民──獨立非執行董事
- 林健鋒──獨立非執行董事

當時前非執行董事和股東岡田和生（Kazuo Okada），便向澳門法院控告永利澳門需要賠償79.44億港元計算，包括個人。
2018年2月7日，史提芬·艾倫·永利因性騷擾醜聞辭去公司職務。

## 旗下娛樂場所
| 名稱         | 地址     | 中場 | 貴賓廳 | 角子機場 | 开幕日期      |
| 永利澳門     | 永利澳門 | ＊   | ＊     | ＊       | 2006年9月5日  |
| 澳門萬利酒店 | 永利澳門 | ＊   | ＊     | ＊       | 2010年4月     |
| 永利皇宫     | 永利澳門 | ＊   | ＊     | ＊       | 2016年8月22日 |

## 大型發展計劃
- 路氹城永利皇宮項目

該項目於2016年8月22日開幕。

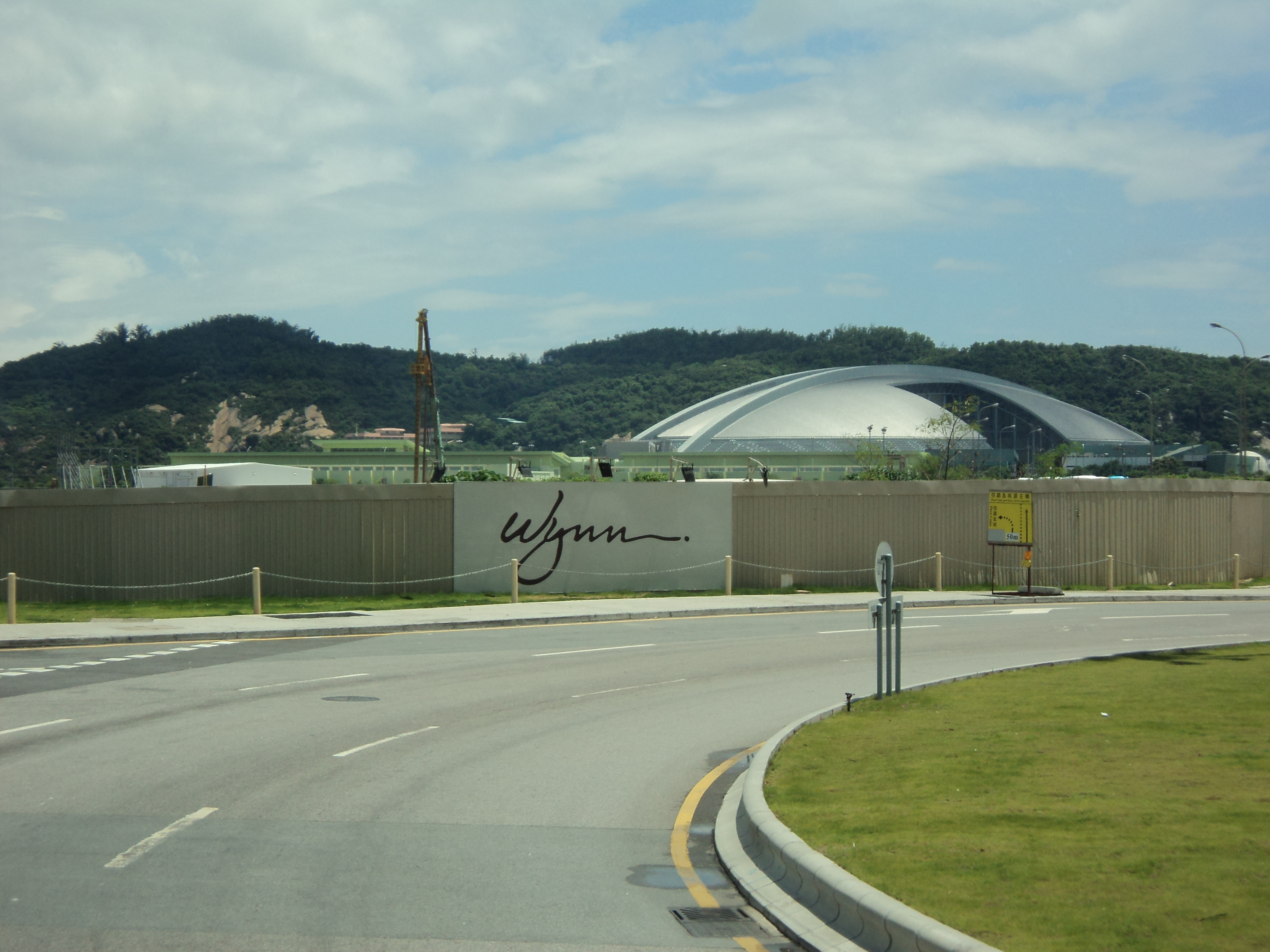
永利澳門在路氹城的預留土地。

2016年10月28日，該公司已與禮頓亞洲有限公司，以達成2,964,184,528美元（約23,120,639,320港元）有關路氹城永利皇宮項目和解協議。

## 爭議

### 員工指控公司虧待
《澳門日報》2018年3月13日報導指出永利皇宮至今未獲批設立吸煙室及吸煙區。澳門立法會議員梁孫旭表示，永利皇宮至今未獲批設立吸煙室及吸煙區，代表娛樂場室內應全場禁煙，違例吸煙者可被罰款千五元。惟工友反映，娛樂場違規吸煙情況嚴重，不僅縱容客人吸煙，而且不允許員工作出勸告，部分貴賓廳甚至幫被檢控的吸煙客人“埋單”。他敦促政府加強執法，保障員工健康。”亦有知情人士指出，永利皇宮實際上是一個“血汗工廠”，員工工作量大但待遇差，工資低。

### 异常高层变动
2016年9月，酒店開幕一個月後，主力負責永利皇宮項目的永利總裁GAMAL AZIZ突然辭職。2018年2月，集團創辦人史提芬·艾倫·永利因性醜聞辭去公司所有職務，並於3月出售所有股份。美國內華達州博監委員會在2019年向集團罰款2千萬美元(約1.56億港元)。

### 涉以股代薪取代基本薪金出糧
2022年6月，澳門特別行政區立法會直選議員林宇滔向勞工事務局查詢，指有有博企「以股代薪」方式取代基本薪金出糧，勞工局回應指相關企業指相關出糧方式是違法。其後該公司發聲明指「現時有超過九成管理層成員同意由2022年6月至12月實施臨時性減薪措施。公司為答謝相關員工在這充滿挑戰的時期給予的支持，將授予他們等同於減薪價值的公司股份。」，又稱「一直與勞工局保持緊密溝通，確保所有程序符合法規。」惟永利在回覆中並沒有提及減薪幅度以及涉及的員工數目。

## 外部連結
- 永利澳門有限公司網站 （页面存档备份，存于）
- 永利澳門有限公司招股章程 （页面存档备份，存于）